# Master Blaster (Jammin')
Master Blaster (Jammin') è un singolo del 1980 del cantautore statunitense Stevie Wonder estratto dall'album del 1980 Hotter than July.

## Storia
Il brano, con una forte base reggae, è dedicato a Bob Marley; Wonder si era esibito dal vivo con Marley nel suo tour degli Stati Uniti nell'autunno di quell'anno. Il testo cita i "figli di Jah" e la fine della guerra civile e dell'apartheid nello Zimbabwe.
Il brano è stato il singolo principale dell'album Hotter than July. È stato un singolo di successo, rimanendo per sette settimane al primo posto nella classifica Billboard R&B, raggiungendo la quinta posizione della classifica della Billboard Pop nell'autunno del 1980 e raggiungendo la seconda posizione della UK Singles Chart. Il brano contiene la frase hotter than July (più caldo che a luglio), che ha dato il nome al titolo dell'album.

## Formazione
- Stevie Wonder - voce, pianoforte, Fender Rhodes, clavinet
- Nathan Watts - basso
- Ben Bridges - chitarra
- Dennis Davis - batteria
- Earl DeRouen - percussioni
- Isaiah Sanders - organo Hammond
- Rick Zunigar - chitarra
- Larry Gittens - tromba
- Hank Reed - sax
- Angela Winbush, Alex Brown, Shirley Brewer, Marva Holcolm - cori

## Classifiche
| Classifica (1980)      | Posizione più alta |
| ---------------------- | ------------------ |
| U.S. Billboard Hot 100 | 5                  |
| U.S. R&B Chart         | 1                  |
| Regno Unito            | 2                  |
| Svizzera               | 1                  |
| Austria                | 1                  |
| Svezia                 | 1                  |
| Paesi Bassi            | 2                  |
| Norvegia               | 4                  |
| Italia                 | 1                  |

## Altre versioni
Nel 2000, Master Blaster (Jammin') è stato reinterpretato dal duo britannico DJ Luck & MC Neat, assieme al cantante JJ, e re-intitolato Masterblaster 2000. Questa versione ha riscosso un buon successo, piazzandosi alla quinta posizione della UK Singles Chart.
Una versione del 1998 con Wyclef Jean appare nella colonna sonora del film Benvenuta in Paradiso. Master Blaster (Jammin') è stata reinterpretata anche da James Last (1981), Jehro (2006) e Minnie Driver (2014).
Il 31 dicembre 2014, Ed Sheeran ha reinterpretato il brano allo show musicale Jools Holland Hootenanny, accompagnato dalla Jools' Rhythm and Blue Orchestra.
Durante lo Stevie Wonder: Songs In the Key of Life - An All-Star Grammy Salute, Beyoncé, assieme a Ed Sheeran e a Gary Clark Jr., ha cantato una versione del brano. Lo show è andato in onda il 16 febbraio 2015 sulla CBS.